# العبادة في البهائية
إن العبادات بأنواعها متأصّلةٌ في الحياة الدينية، ومن خلالها يستطيع الأفراد والجامعات تعزيز الرّابطة الفريدة القائمة بين الخالق والبشر. هذه الرابطة تبعث بالحيوية في العلاقات التي تعزز المجتمع وتحافظ عليه – فيما بين الأفراد ومختلف عناصر المجتمع ومؤسساتها.
إن الصلاة اليومية والدعاء والمناجاة تعتبران جزءًا لا يتجزأ من الحياة البهائية. يؤمن البهائيون أنه في حالة الصلاة والدعاء والتأمل، يتحول انتباه الفرد من العالم المادي إلى العالم الروحاني، فهو يتكلم مع محبوبه، ويسعى للتواصل معه، وبذلك يُعيد التوازن فيما بين الروحانية والمادية في حياته. ذكر عبدالبهاء أن الإنسان يوسّع طاقاته الروحانية بواسطة الدعاء.
يعد الصوم والحج أيضًا من شعائر التعبّد التي أدت دورًا هامًا في الحياة الدينية على مدى تاريخ البشر، وهي من الأحكام البهائية أيضًا. وكذلك ترديد ذكر «الله أبهى» 95 مرةً في اليوم. كما أن العمل واحتراف المهن يُعتبر من العبادات في البهائية، عندما يُؤدى بروح الخدمة.

## مفهوم الدعاء
إن حالة الدعاء والمناجاة مع الخالق سبحانه وتعالى مهمةٌ للغاية، فكلما كان القلب صافيًا ومنزهًا عن شؤون الدنيا كلما كان الحديث مع الخالق عز وجلّ أكثر لطافةً وحلاوةً. يعتبر البهائيون تلاوة الأدعية والمناجاة تعبيرًا عن حب الإنسان لخالقه، لا مخافةً منه أو من عقابه، ولا رجاءً في الثواب أو نعيمه. يوضّح عبدالبهاء بأن الدعاء والمناجاة مع الله يشبه الحديث مع حبيبٍ عزيزٍ، فعندما يكون الإنسان مفتونًا بحب الآخر لا يسكت أبدًا عن ذكر حبيبه. فكم هو صعبٌ إذًا على شخصٍ مفتونٍ بحب الله أن يتوقف عن ذكره. الإنسان الروحاني في البهائية هو الشخص الذي لا يجد متعةً إلا بذكر الله سبحانه وتعالى.

## الدعاء والمناجاة وقراءة الآيات الإلهية
يعتقد البهائيون بأن الدعاء والمناجاة ضروريٌ لنمو الفرد الروحاني وحيويته، فمن خلاله يمكن للمرء أن يتواصل مع الله ويعبّر عن محبته له، ويلتمس منه التأييد. والدعاء مرتبط أيضًا بتحول الفرد ونموه روحانيًا عن طريق تنمية الصفات الروحانية والتي يجب أن تنعكس على تفاعل الفرد مع الآخرين. إن القدرة على التأمل والتفكر سمةٌ مميزةٌ للوجود الإنساني؛ والآثار الكتابية البهائيّة تشير إلى أن التقدم البشري يستحيل تحققه دون التأمل والتفكر. تُعد قراءة آثار بهاءالله في كل صباحٍ ومساءٍ والتأمل في معانيها من الفرائض الدينية للبهائيين. يتم تشجيع البهائيين على الدعاء بانتظامٍ، سواءً في الحياة الخاصة أو عندما يجتمعون معًا. فالدعاء والمناجاة عبارةٌ عن حديثٍ شيقٍ بين العبد وخالقه. عادةً في البهائية، لا يوجد شكلٌ محددٌ لتلاوة مثل هذه الأدعية، ولكن يُنصح بالدعاء على انفرادٍ، فهو أكثر نقاءً وفاعليةً. أما بالنسبة لجلسات الدعاء، يعتقد البهائيون بأن تلاوة الأدعية والتأمل في آيات الله يمكن أن يخلق سرورًا حقيقيًا لدى الإنسان، لذا يجتمع البهائيون مع بعضهم وأصدقائهم لقراءة الأدعية والآيات الإلهية باستمرار، حيث تُضفي هذه الاجتماعات حسًا مرهفًا بالروحانية والمحبة وتسمو بالروح وتخلق السكينة والطمأنينة. ووفقًا للبهائية، فإن الدعاء والمناجاة هي الآيات التي أُنزلت على الأنبياء والمرسلين مثل موسى، وعيسى، وكريشنا، وبوذا، وإبراهيم، ومحمد، والباب، وبهاءالله، عن طريق الوحي الإلهي.

## طبيعة الحياة التعبدية
يجتمع البهائيون مع أصدقائهم في منازلهم في جلساتٍ مختلفةٍ توحدهم الرغبة في مشاركة الكلمة الإلهية معًا. وتعمل جلسات الدعاء والتعبّد هذه على إيقاظ الأحاسيس الروحانية لدى المشاركين، وتعزيز حس الخدمة المتفانية وأهمية المساهمة في التقدم الاجتماعي للمنطقة التي يعيشون فيها. وبإرفاق هذه الجلسات مع أعمال الخدمة التي يقوم بها مشاركيها، تساعد في تشكيل نمطٍ من الحياة المجتمعية تُبَثُّ فيها روح التعبّد وتساعد في تطوير المجتمع المحلي ماديًا ومعنويًا.

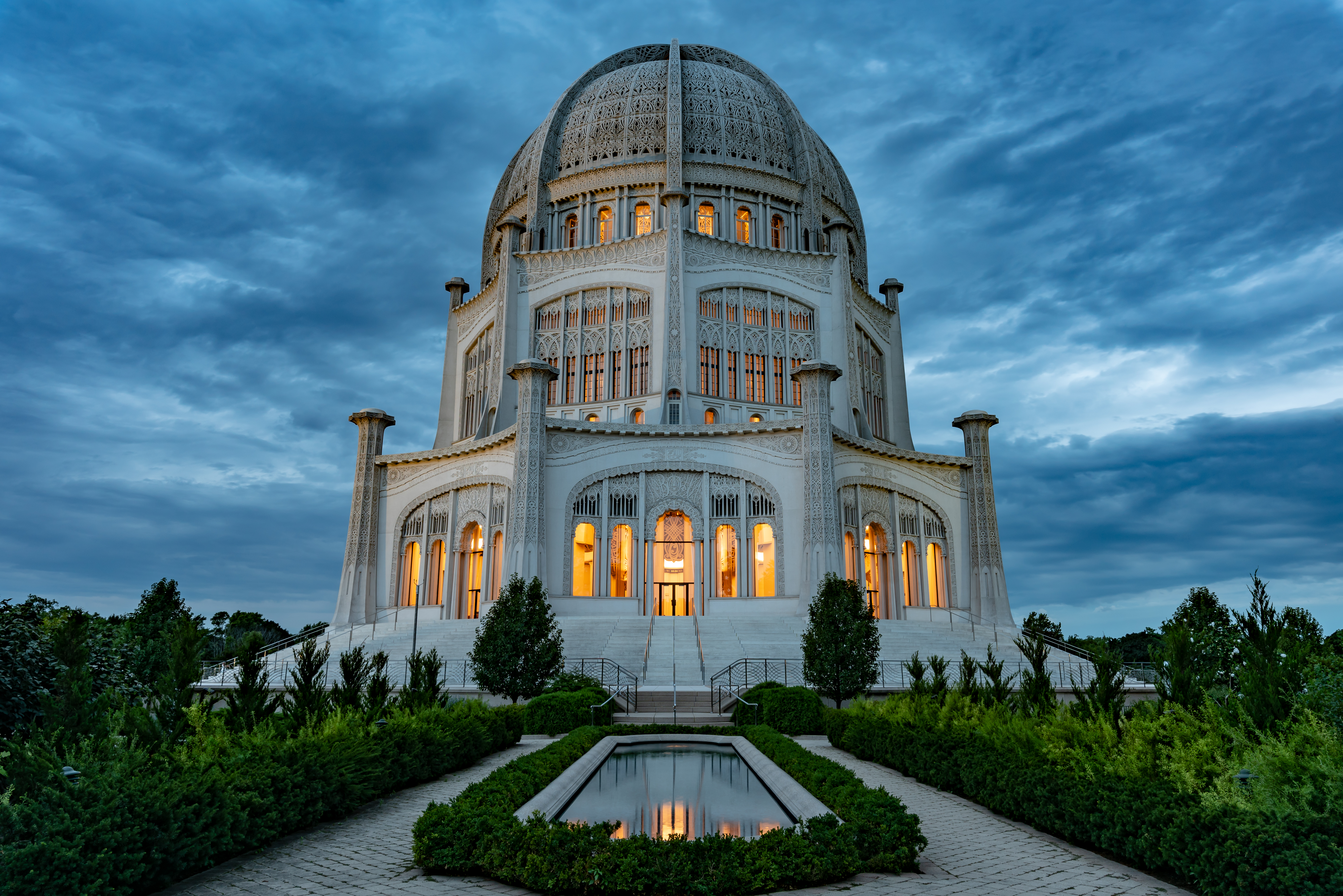
مشرق الأذكار في ويلمت أمريكا - أحد مشارق الأذكار البهائية في العالم

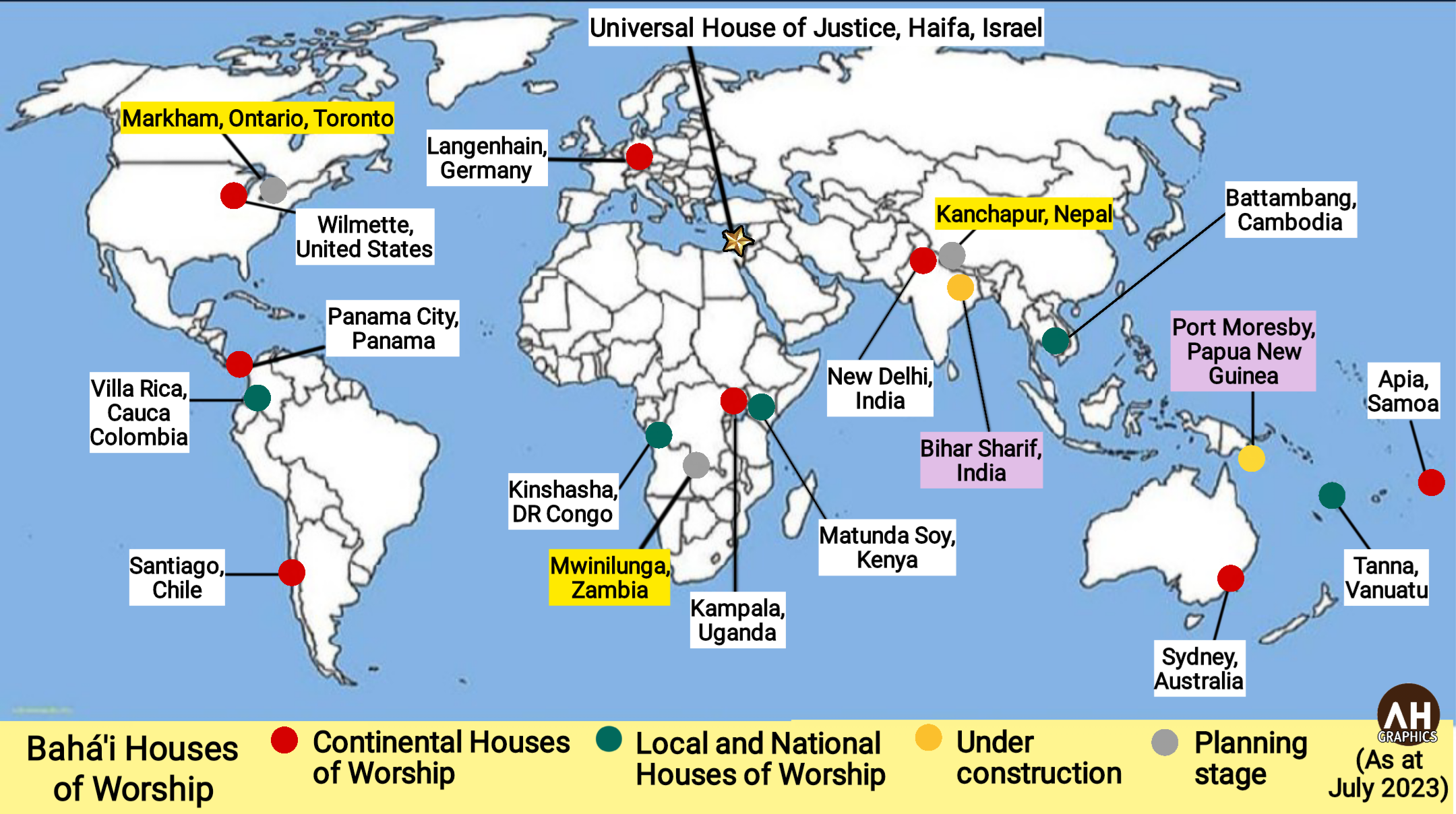
مخطط لمشارق الأذكار حول العالم

## مشرق الأذكار (دار العبادة البهائي)
يُرشد بهاءالله، شارع الدين البهائي، أتباعه إلى أنه يجب تشييد مبنىً في كل مدينةٍ بأفضل ما في الإمكان باسم مالك الأديان، ليتم فيه ذكر الرحمن بالروح والريحان. مشارق الأذكار هي دور عبادةٍ مخصصةٌ حصريًا للعبادة، بقراءة وتلاوة الأدعية والمناجاة، ويُحظر فيها إلقاء الخطب وممارسة الشعائر الدينية. كما حرمت التعاليم البهائية وضع صورٍ أو تماثيل في مشرق الأذكار. ولا تقتصر مشارق الأذكار على البهائيين فحسب، حيث يمكن لأي شخصٍ لديه أية عقيدةٍ أن يصلي لخالقه ويدعو بارئه بأي طريقةٍ يريدها ويؤمن بها. تُعدّ دار العبادة البهائي في أي مدينةٍ، مكانًا للعبادة يفتح أبوابه لجميع السكان، من أيّ دينٍ أو خلفيةٍ أو عرقٍ أو جنسٍ، فهو يرحب بالرجال والنساء، والشيب والشباب والأطفال على السواء، ويشكل ملاذًا مناسبًا للتأمل والتعمق الروحاني الفردي. يعتبر البهائيون دار العبادة سببًا لألفة القلوب واجتماع النفوس ومكانًا لتحقيق وحدة العالم الإنساني.

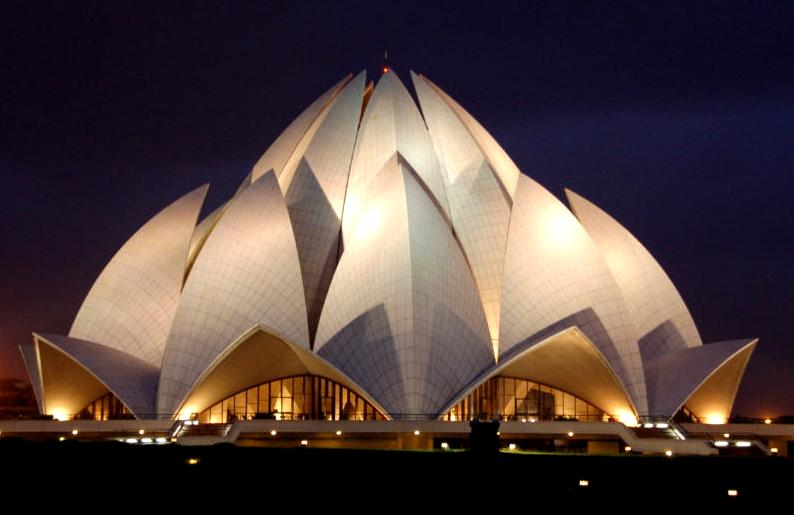
مشرق الأذكار في دلهي الهند - أحد مشارق الأذكار حول العالم

على الرغم من قلة عدد مشارق الأذكار في العالم في الوقت الحالي إلا أنه سيتم إنشاء العديد منها في عددٍ متزايدٍ من المجتمعات، وفي المستقبل سوف يستفيد كل مجتمعٍ محليٍ من مثل هذا الصرح الذي يجمع القلوب تحت سقفٍ واحدٍ، كلٌ يدعو بارئه وخالقه ويمارس عبادته بطريقته الخاصة، أيًا كانت ديانته ومعتقده، ويساهم بدوره في تقدم المجتمع الذي ينتمي إليه. حسب النصوص البهائية، يجب أن تنعكس الأدعية في مشرق الأذكار على خدمة الإنسانية كما هي الحال في المؤسسات التي سوف تُبنى حولها.

### مفهوم العبادة والخدمة
تقع العبادة والخدمة في صلب نمط حياة المجتمع الذي يسعى البهائيون المساهمة في تطويره في شتى أنحاء العالم. وهما عنصران متميزان لا يمكن فصلهما في دفع حياة المجتمع قُدُمًا. ويتجسّد تكامل مفهوم العبادة والخدمة في مؤسسة مشرق الأذكار (دار العبادة البهائي). إذ يتألف هيكل مشرق الأذكار من مبنىً مركزيٍ يشكّل نقطةً محوريةً للعبادة في منطقةٍ ما، وتُحيط به ملحقاتٌ لتوفير التعليم والرعاية الصحية وغير ذلك من الخدمات المعنية بالتقدم الاجتماعي والاقتصادي للمجتمع.

## روابط خارجية
- الموقع الرسمي للدين البهائي
- الحياة التعبدية